# John Gregorek
John Gregorek Jr. (* 7. Dezember 1991 in Seekonk, Massachusetts) ist ein US-amerikanischer Leichtathlet, der im Mittel- und Langstreckenlauf an den Start geht. Er ist der Sohn des ehemaligen US-amerikanischen Mittelstreckenläufers John Gregorek.

## Sportliche Laufbahn
John Gregorek wuchs in Massachusetts auf und besuchte von 2011 bis 2014 die renommierte Columbia University, ehe er für ein Jahr an die University of Oregon wechselte. 2017 startete er im 1500-Meter-Lauf bei den Weltmeisterschaften in London und belegte dort mit 3:37,56 min im Finale den neunten Platz. 2019 gewann er bei den Panamerikanischen Spielen in Lima und gewann dort in 3:40,42 min die Silbermedaille hinter dem Mexikaner José Carlos Villarreal und 2022 schied er bei den Weltmeisterschaften in Eugene mit 3:37,35 min im Halbfinale aus.

## Persönlichkeiten
- 1500 Meter: 3:34,49 min, 25. Juli 2021 in Azusa
  - 1500 Meter (Halle): 3:35,21 min, 3. März 2019 in Boston
- Meile: 3:52,94 min, 13. Juni 2019 in Oslo
  - Meile (Halle): 3:49,98 min, 3. März 2019 in Oslo
- 3000 Meter: 7:46,18 min, 15. Januar 2022 in Seattle
  - 3000 Meter (Halle): 7:49,93 min, 28. Januar 2017 in New York City